# Moscador de Treviño
Moscador de Treviño (en euskera Moskator) es una localidad del municipio burgalés de Condado de Treviño, en la Comunidad Autónoma de Castilla y León (España). 
La iglesia está dedicada a Santiago.

## Localidades limítrofes
Confina con las siguientes localidades:
- Al noreste con Franco.
- Al este con Armentia.
- Al sur con Arana y San Martín Zar.
- Al oeste con Dordóniz.

## Demografía
Evolución de la población
| Gráfica de evolución demográfica de Moscador de Treviño entre 2000 y 2018 |
|                                                                           |
| Población de derecho (2000-2018) según el padrón municipal del INE        |

## Historia
Así se describe a Moscador de Treviño en el tomo XI del Diccionario geográfico-estadístico-histórico de España y sus posesiones de Ultramar, obra impulsada por Pascual Madoz a mediados del siglo XIX:

Aldea en la provincia, audiencia territorial y capitanía general de Burgos (17 ½ leguas), partido judicial de Miranda de Ebro (4), diócesis de Calahorra (16), y ayuntamiento de Treviño (1/2). Situada en un barranco circundado por 3 alturas; su clima es frío y muy sano, reinando principalmente el viento N. Tiene 9 casas; una fuente, cuyas aguas son blandas; una iglesia parroquial (Santiago), con un cementerio junto a la misma, y finalmente una ermita (San Andrés), en término común de 7 pueblos con el que se describe; el culto de dicha parroquia, está servido por un cura párroco y un sacristán. Confina el término N Franco; E Armentia (provincia de Álava); S Arana, y O Dordonis. El terreno es de segunda y tercera calidad, corriendo por él un arroyo que nace a distancia de ¼ de hora y en la jurisdicción de dicho Arana; hay un pequeño monte denominado Pasaul, poblado de robles. Producciones: trigo, cebada, avena, mixtos y patatas; ganado lanar, mular de recría y vacuno para la labranza, caza de perdices; y pesca de anguilas. Industria: la agrícola. Población: 5 vecinos, 19 almas. Capital productivo: 5.400 reales. Imponible: 207.
Diccionario geográfico-estadístico-histórico de España y sus posesiones de Ultramar